# 郁彬
郁彬，美籍华人统计学家。现任加州大学伯克利分校统计系主任、北京大学数学科学学院特聘教授。

## 生平
郁彬籍贯浙江富阳，在黑龙江哈尔滨成长。其家庭曾受文化大革命冲击。然而家庭保姆钟志英，在郁彬父母被红卫兵关起来的时候，用自己的积蓄养活了她和她姐姐。在郁彬三、四年级的时候，郁彬的一个表哥给了她一本数学书，激发了她对数学浓厚的兴趣。其后在哈尔滨师范大学附属中学，郁彬对数学的兴趣得到了进一步发展。在初二时，她遇到了一位极富才华的数学老师陈建业。陈建业开始了师大附中的数学竞赛项目，并于1978年夏天，在郁彬即将去北京上高中的时候，给她单独辅导了高中数学。受到陈建业的影响，郁彬在1980年高考中以优异的成绩进入了北京大学数学系。 1984年毕业于北京大学数学系，1985年获陈省身数学交流项目资助前往美国，于1987年和1990年分别获伯克利大学统计学硕士和博士学位。曾执教于美国威斯康星大学麦迪逊分校，并在耶鲁大学任访问学者。1998-2000年她在朗讯贝尔实验室任职。2013年被选为美国艺术与科学院院士，2014被选为美国国家科学院院士。 

## 家庭
郁彬的父辈是郁晓民与余棣北，祖父辈是郁曼陀、陈碧岑、余上沅及陈衡粹。其外公是郁曼陀先生，是著名爱国法官、画家和诗人，历任京师高等审判厅、大理院推事，江苏高等法院第二分院刑庭庭长等职务，兼任当时东吴大学和法政大学教授等职，1939年被日伪特务暗杀。郁曼陀之弟是中国近代小说家、散文家、诗人郁达夫（小郁曼陀12岁），郁曼陀对郁达夫成长影响极深。郁彬的丈夫 Ken 是中国古典文学爱好者。

## 主要业绩
北京大学微软统计和信息技术实验室的创办者和主任之一。在顶尖的科学期刊上发表了70余篇论文，涉及统计、机器学习、信息论、信号处理、遥感、神经科学和网络研究等领域。她还在许多期刊中担任编委，比如《统计年刊》（Annals of Statistics）、《美国统计学会会刊》（Journal of American Statistical Association）、《机器学习研究期刊》（Journal of Machine Learning Research）和技术计量学（Technometrics）。

## 荣誉
2006年当选古根海姆学者，2012年被选为伯努利协会的图基纪念讲师（Tukey Memorial Lecturer）。她还是泛华统计协会2012年首届许宝騄奖的三位获得者之一。她也是美国科学促进会（AAAS）、电气电子工程师学会（IEEE）、国际数理统计学会（IMS）和美国统计协会（ASA）的会士。
郁彬担任过统计和应用数学研究所的科学委员会的联合主席，并于2012年被选为国际数理统计学会会长。现在是统计和应用数学研究所的科学顾问，以及布朗大学计算与实验数学研究所的执行委员会委员。

## 相关
长江学者讲座教授列表